# Chiesa di Sant'Antonio Abate (Aquileia, Belvedere)
La chiesa di Sant'Antonio Abate è la parrocchiale di Belvedere, frazione di Aquileia, in provincia di Udine ed arcidiocesi di Gorizia; fa parte del decanato di Aquileia. È dedicata al patrono del paese.

## Storia

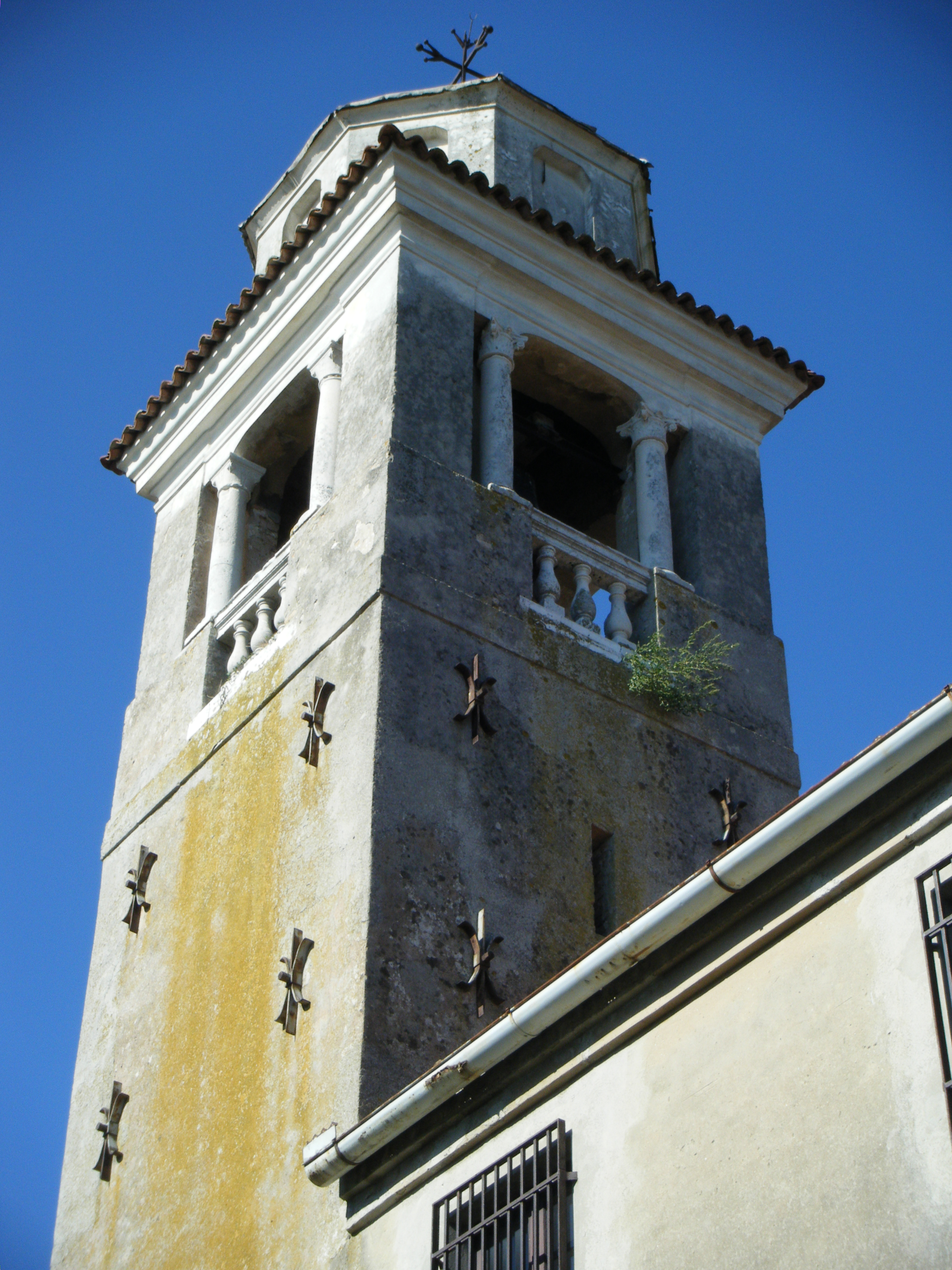
Il campanile

Sin dai tempi antichi sorgeva a Belvedere una piccola chiesa a forma di capanna, una delle sei chiesette che fungevano da corona alla basilica di Sant'Eufemia a Grado. 

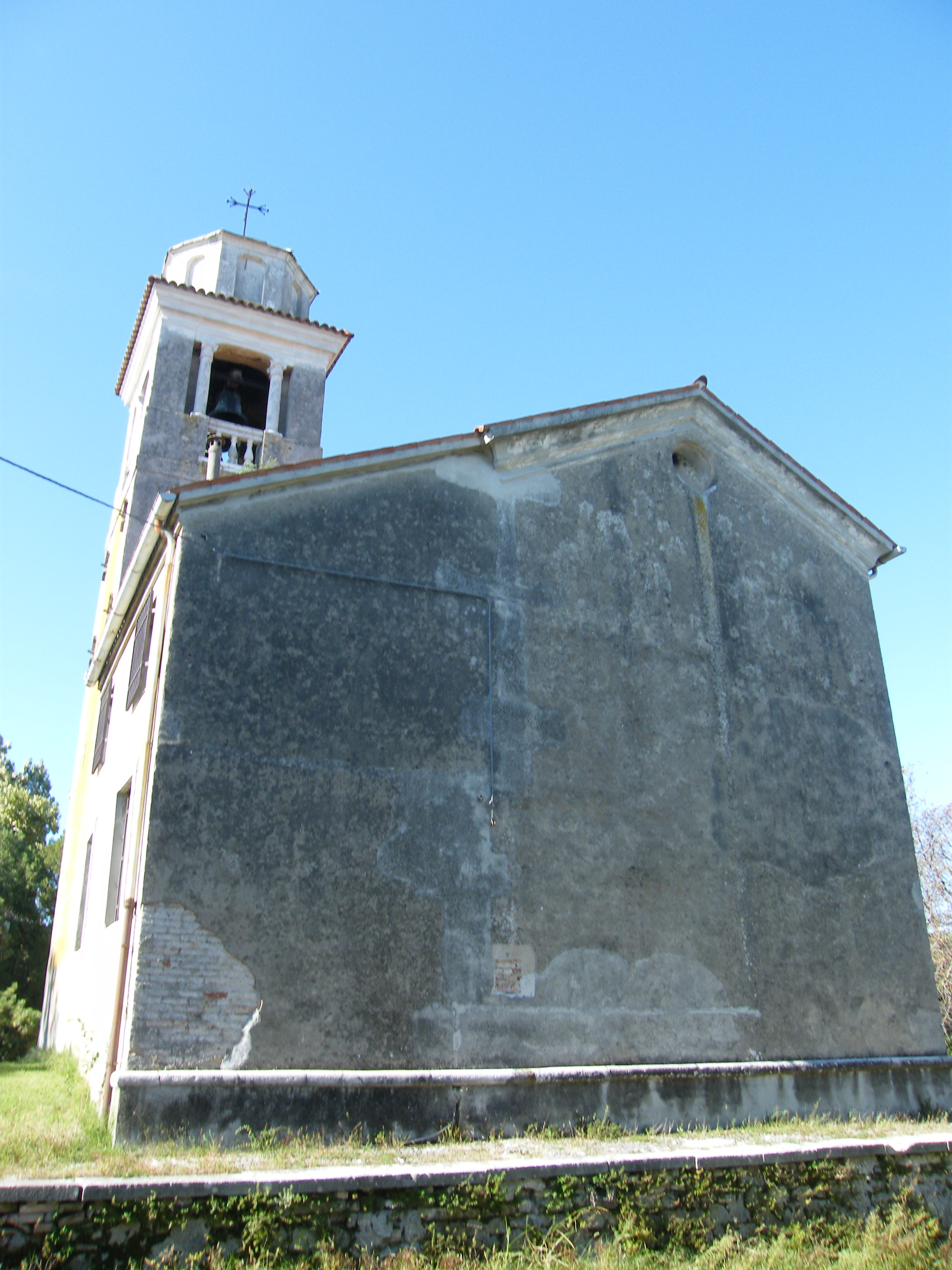
Il retro della chiesa

La chiesa di Belvedere, con annesso un cimitero, venne ricostruita nel XVII secolo per interessamento dei signori Savorgnan, dei quali Belvedere era un feudo.
Nella prima metà del XVIII secolo questo edificio si rivelò insufficiente a soddisfare le esigenze dei fedeli e, così, fu edificata nel 1746 l'attuale parrocchiale, voluta anche da Francesco Savorgnan. Essa fu consacrata nel 1749 dall'ultimo patriarca di Aquileia Daniele Dolfin.
La struttura fu poi ampliata nel 1850 mediante la realizzazione delle cappelle laterali.

## Descrizione
L'edificio religioso si trova sulla sommità di una duna, una delle poche rimaste e caratterizzante il litorale.
La facciata principale è esposta ad ovest e la torre campanaria è addossata al prospetto laterale sud. Sul sagrato, presso la porta d'ingresso, si trova un mosaico raffigurante un pavone. Simbolo per i primi cristiani della risurrezione e della vita eterna, ricorda i mosaici aquileiesi.

La chiesa è ad aula unica. Le opere di pregio all'interno sono di artisti veneziani, tra cui le statue degli angeli dell'altar maggiore di Giovanni Maria Morlaiter e una copia della pala d'altare Madonna del Rosario con i santi Domenico, Giovanni Nepomuceno, Antonio abate, Sebastiano e Marco di Gianantonio Guardi. L'originale, asportato negli anni ottanta del Novecento, è oggi conservato nella Pinacoteca dei musei provinciali presso palazzo Attems-Petzenstein a Gorizia. Il dipinto fu commissionato dal conte Francesco Savorgnan, realizzato dopo che l'artista ebbe visitato la località e collocato nella chiesa di Belvedere nella metà del 1700.